# Düz Bilici
Düz Bilici (ryska: Дюз Билиджи) är en ort i Azerbajdzjan.   Den ligger i distriktet Şabran Rayonu, i den nordöstra delen av landet, 120 km nordväst om huvudstaden Baku. Düz Bilici ligger 376 meter över havet och antalet invånare är 270.
Terrängen runt Düz Bilici är kuperad åt nordost, men åt sydväst är den bergig. Närmaste större samhälle är Divichibazar, 12,7 km öster om Düz Bilici. 
Trakten runt Düz Bilici består till största delen av jordbruksmark. Runt Düz Bilici är det ganska glesbefolkat, med 47 invånare per kvadratkilometer.